# دون جونسون (لاعب هوكي الجليد)
دون جونسون هو لاعب هوكي الجليد كندي، ولد في 1930 في هاليفاكس في كندا، وتوفي في 12 مايو 2012 في سانت جونز في كندا.